# Cribrononion
Cribrononion es un género de foraminífero bentónico de la subfamilia Elphidiinae, de la familia Elphidiidae, de la superfamilia Rotalioidea, del suborden Rotaliina y del orden Rotaliida. Su especie tipo es Nonionina heteropora. Su rango cronoestratigráfico abarca desde el Eoceno hasta el Holoceno.

## Discusión
Las especies de Cribrononion han sido también consideradas en el género Elphidium.

## Clasificación
Se han descrito numerosas especies de Cribrononion. Entre las especies más interesantes o más conocidas destacan:
- Cribrononion frigidum
- Cribrononion heteropora
- Cribrononion subincertum

Un listado completo de las especies descritas en el género Cribrononion puede verse en el siguiente anexo.